# ۱۰۲۵ (میلادی)
۱۰۲۵ (میلادی) هزار و بیست و پنجمین سال تقویم میلادی است.

## مناسبت‌ها
به پایان رسیدن کتاب قانون ابن سینا

## درگذشتگان
- ۱۵ دسامبر - باسیل دوم، امپراتور بیزانس

‎